# Bill Holmes (cầu thủ bóng đá, sinh năm 1926)
William Holmes (sinh ngày 29 tháng 10 năm 1926 - mất ngày 3 tháng 12 năm 2020) là một cựu cầu thủ bóng đá người Anh từng thi đấu ở vị trí tiền đạo.

## Sự nghiệp
Sinh ra ở Hunslet, Holmes thi đấu với tư cách nghiệp dư cho Wolverhampton Wanderers trước khi thi đấu với Doncaster Rovers, nơi ông có 2 lần ra sân ở Football League. Ông thi đấu bóng đá non-league cùng với Morecambe, trước khi ghi 16 bàn trong 21 trận cho Blackburn Rovers. Sau một đợt thi đấu ở Morecambe, ông ký hợp đồng với Bradford City vào tháng 9 năm 1953, rời câu lạc bộ vào tháng 6 năm 1954 để đầu quân Southport. Trong thời gian với Bradford City ông có 22 lần ra sân ở Football League, ghi 5 bàn thắng. Ông cũng có lần ra sân cho đội bóng ở Cúp FA.
Ông qua đời vào ngày 3 tháng 12 năm 2020, hưởng thọ 94 tuổi.